# كهريز (شيروان)
کهریز (بالفارسية: کهریز) هي مستوطنة تقع في إيران في قسم شیروان الريفي. يقدر عدد سكانها بـ 107 نسمة .